# Suévite

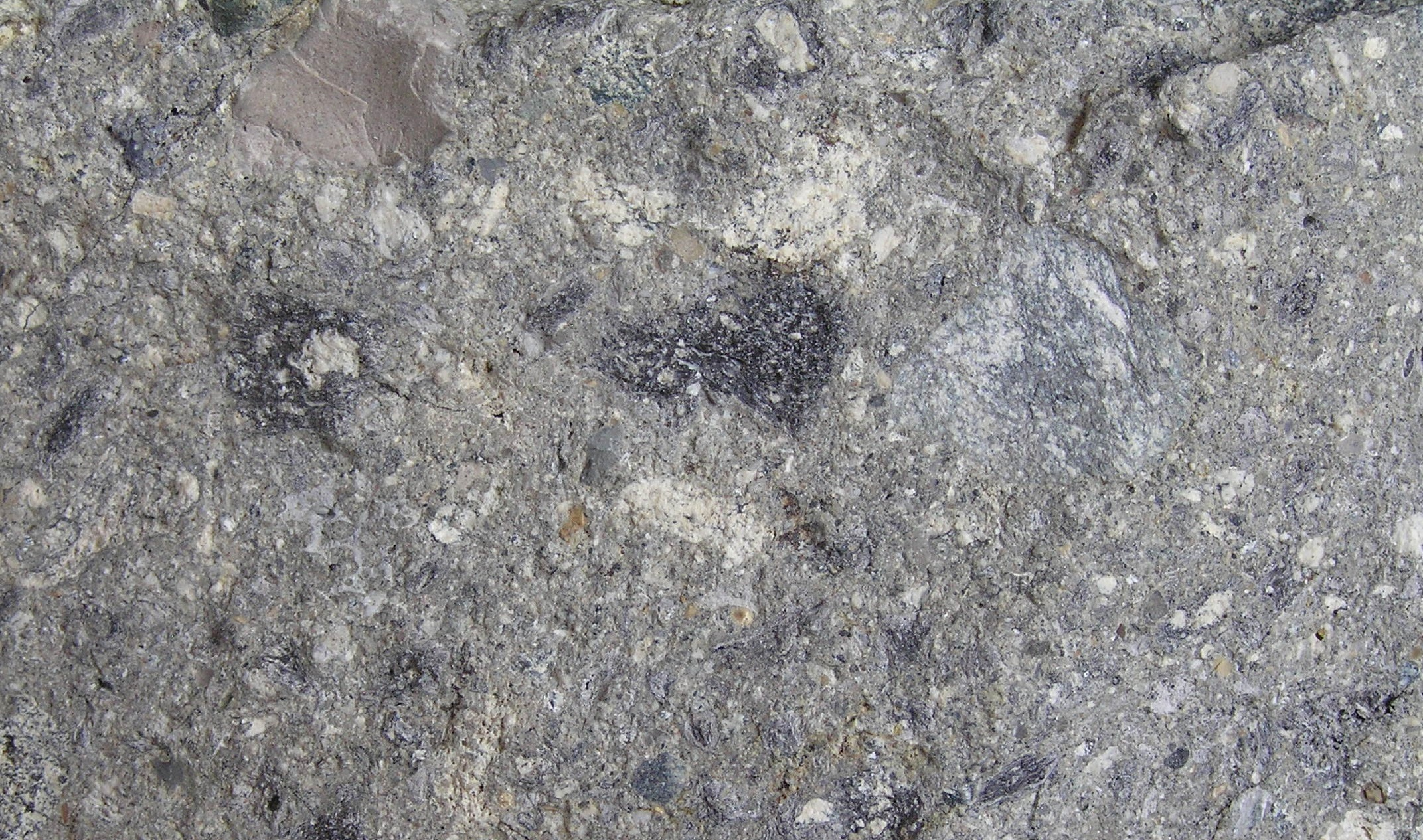
Suévite du cratère de Ries.

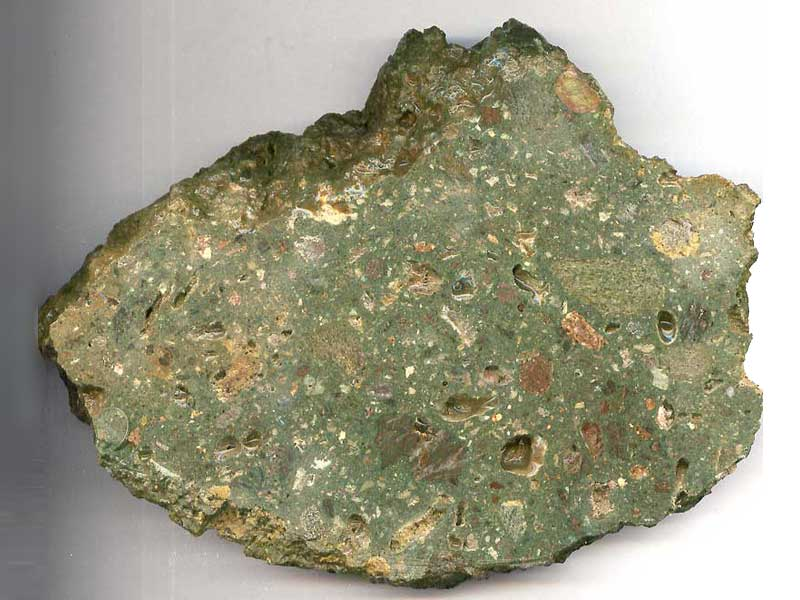
Suévite verte de Chassenon (impact de Rochechouart-Chassenon)

La suévite est une roche formée par l'impact d'une météorite sur Terre (par exemple Astroblème de Ries). Il s'agit d'une brèche d'impact présentant des fragments de la roche du socle liés dans une matrice clastique. Les divers fragments montrent différents degrés de métamorphisme selon leur origine dans les roches projetées ou remuées par l'impact.
La matrice clastique est composée de poussière de roche (essentiellement issue de la Terre), agglomérée avec le temps. Elle peut contenir une proportion variable de particules de verre, originaires des roches fondues par la puissance de l'impact. Les suévites du Ries ont été formées de roches sédimentaires pendant l'impact (cf. Baier 2007, 2008). 
L'ensemble présente l'aspect du béton où les graviers sont liés entre eux par le ciment.